# مدلین برتود
مدلین برتود (انگلیسی: Madeleine Berthod؛ زادهٔ ۱ فوریهٔ ۱۹۳۱) اسکی‌باز آلپاین اهل سوئیس بود.